# والجریزنکه
والجریزنکه (به ایتالیایی: Valgrisenche) یک کومونه در ایتالیا است که در واله دائوستا واقع شده‌است. والجریزنکه ۱۱۲ کیلومتر مربع مساحت و ۱۸۳ نفر جمعیت دارد و ۱٬۶۶۴ متر بالاتر از سطح دریا واقع شده‌است.